# 賀惟忠
賀 惟忠（が いちゅう、生年不詳 - 973年）は、五代後周から北宋にかけての軍人。本貫は忻州定襄県。

## 経歴
若くして勇敢で、騎射を得意とした。後周の広順年間、道左で太祖郭威の謁見を受けて、その武芸を披露した。郭威は惟忠を気に入って部下に留め置いた。柴栄の幕下に属したが、供奉官に任じられると断らずに入朝した。柴栄はこのことを怒って、即位すると惟忠を任用しなかった。
宋が建国されると、儀鸞副使に任じられ、易州知州をつとめ、北辺で功績を挙げた。まもなく正使に進んだ。開宝2年（969年）、趙匡胤が北漢に対して親征すると、惟忠は忻州刺史となり、易定祁等州都巡検使を兼ねた。戦場で流れ矢に当たって負傷した。開宝6年（973年）、破傷風のため死去した。

## 子女
子の賀昭度は惟忠の死後に供奉官となり、西京作坊使に上った。淳化年間に知通遠軍となり、罪をえて棄市に相当するとされたが、死一等を減じられて商州に流された。

## 伝記資料
- 『宋史』巻273 列伝第32